# Académie de Tennis Mouratoglou
Pour les articles homonymes, voir Mouratoglou.
La Mouratoglou Tennis Academy est une académie de tennis et un centre de formation à Biot dans les Alpes-Maritimes, en France, active depuis 1996. Initialement nommée Bob Brett Academy en hommage à son fondateur : Bob Brett, elle a aujourd'hui pris le nom de Patrick Mouratoglou.

## Histoire
En 1996, Patrick Mouratoglou parvient à convaincre l'ancien entraîneur Bob Brett de créer une académie de tennis à Montreuil, nommée la Bob Brett Academy,,. Les deux hommes travaillent alors ensemble pendant six ans, Brett enseignant à Mouratoglou les bases de la formation de jeunes talents,. Après le départ de Brett de l'académie, Mouratoglou change son nom en Mouratoglou Tennis Academy, et est relocalisée à Biot, sur la Côte d'Azur, en 2016,.
L'Académie accueille l'Open Verrazzano sur l'ATP Challenger Tour  et l'Open de la Côte d'Azur, un tournoi de tennis en fauteuil roulant. Il a également accueilli trois éditions de l'Ultimate Tennis Showdown en 2020 et 2021,.

## Centres à l'international
Depuis 2020, l'académie française a ouvert cinq centres de formation hors de France :
- Le Centre sportif Yuan Li à Pékin, dans la capitale chinoise [13] ;

- Le Costa Navarino à Gargalianoi dans le sud de la Grèce [14]
- Le Cala di Volpe en Sardaigne, en Italie [15]
- Le Collège Epsom dans la ville de Bandar Enstek en Malaisie [16]
- L'Hôtel Jumeirah Beach, à Dubaï, aux Émirats arabes unis [17]

## Joueurs notables formés par l'académie
- Marcos Baghdatis : 8e du classement ATP en août 2006 et finaliste de l'Open d'Australie 2006

- Liam Broady
- Naomi Broady
- Jérémy Chardy : Finaliste de Roland-Garros double en 2019
- Sorana Cîrstea : 21e du classement WTA en août 2013
- Alizé Cornet : 11e du classement WTA en février 2009
- Grigor Dimitrov : 3e du classement ATP en novembre 2017 et vainqueur des Masters 2017
- Ksenia Efremova
- Brenda Fruhvirtová
- Linda Fruhvirtová : huitième de finaliste de l'Open d'Australie 2023
- Coco Gauff : 2e du classement WTA en mai 2024 et vainqueur de plusieurs tournois du Grand Chelem (2023 et 2025)
- David Goffin : 7e du classement ATP en novembre 2017 et finaliste des Masters de 2017
- Anna Kalinskaya : 17e du classement WTA en mai 2024
- Ivo Karlović : 14e du classement ATP en août 2008
- Alizé Lim
- Paul-Henri Mathieu : 12e du classement ATP en avril 2008
- Rudolf Molleker
- Gilles Müller : Quart de finaliste de l'US Open en 2008
- Anastasia Pavlyuchenkova : Finaliste de Roland-Garros en 2021
- Alexei Popyrin : Huitième de finaliste de l'US Open en 2024
- Yulia Putintseva : Quart de finaliste de Roland Garros en 2016 et  2018
- Aravane Rezaï : 15e du classement WTA simple en octobre 2010
- Holger Rune : 4e du classement ATP simple en août 2023
- Stefanos Tsitsipas : 3e du classement ATP simple en août 2021 et finaliste de plusieurs Grand Chelem (2021 et 2023)